# 纳塔莉·沃德
纳塔莉·沃德（英語：Natalie Ward，1975年12月24日—），澳大利亚女子垒球运动员。她曾代表澳大利亚国家队参加1996年、2000年、2004年和2008年夏季奥林匹克运动会垒球比赛，获得一枚银牌和三枚铜牌。